# Patricia Petibon
Patricia Petibon (Montargis, 27 de fevereiro de 1970) é uma soprano coloratura francesa que tem sido aclamada pelas suas interpretações da Música barroca francesa. 
Nascida em Montargis, começou por estudar artes plásticas e só depois estudou musicologia no Conservatório de Paris, onde se licenciou, tendo obtido o primeiro prémio do Conservatório em 1995.
Petibon trabalhou com William Christie, John Eliot Gardiner, Marc Minkowski, Nikolaus Harnoncourt, com o agrupamento Concentus Musicus Wien, Robert Wilson e mesmo com o grupo de rap francês, Futuristiq. Gravou discos com obras de Lully, Charpentier, Rameau, Landi, Couperin, Handel, Gluck, Mozart, Haydn, Caldara, Bernstein, Barber, Bruno, Dello Joio, Debussy, Mancini, Méhul, Jommelli, Offenbach, Delibes, Poulenc, e Nicolas Racot de Grandval. Mais recentemente, tem sido muito aplaudida a sua interpretação de Olympia em Les contes d'Hoffmann de Offenbach.
Petibon é casada com o compositor francês Eric Tanguy, de quem teve um filho, Leonard.

## Discografia

### Solo
- Airs Baroques Françaises, with Patrick Cohen-Akenine, Les Folies Français (2002)
- Les Fantasies de Patricia Petibon (2004) [compilation]
- French Touch, Yves Abel (2004)
- Purcell et l'Italie, Jean-François Novelli, Ensemble Amarillis (2004)
- Amoreuses (2008)

### Ópera/Opereta/Oratório
- Étienne Méhul - Stratonice, William Christie, Capella Coloniensis, Corona Coloniensis, (1996), Stratonice
- Stefano Landi - Il Sant'Alessio, Christie, Les Arts Florissants (1996), Alessio
- Jean-Philippe Rameau - Hippolyte et Aricie, Christie, AF, (1997), Une Prêtresse/Une Bergère
- Léo Delibes - Lakmé, Michel Plasson, Choeur & Orchestre du Capitole de Toulouse (1998), Ellen
- Antonio Caldara - La Passione di Gesù Cristo Signor Nostro, Fabio Biondi, Europa Galante (1999), Maddalena
- Wolfgang Amadeus Mozart - Die Entführung aus dem Serail, Christie, AF, (1999), Blonde
- Georg Frideric Handel - Acis and Galatea - Christie, AF, (1999), Damon
- Jules Massenet - Werther, Antonio Pappano, (1999), Sophie
- Joseph Haydn - Armida, Nikolaus Harnoncourt (2000), Zelmira
- Jacques Offenbach - Orphée aux Enfers, Marc Minkowski (2002), Cupidon
- Marc-Antoine Charpentier - La descente d'Orphée aux enfers H.488, Christie, AF, (2005), Daphné/Énone
- Niccolò Jommelli - Armida abbandonata / Christophe Rousset, Les Talens Lyriques (2005), Ubaldo, a knight
- Joseph Haydn - Orlando Paladino, Harnoncourt (2006), Angelica

### Missa
- Wolfgang Amadeus Mozart - Great Mass in C minor K. 427 Christie, AF, (1999)
- François Couperin - Leçons de ténèbres, Christie, AF, (2006)

### Artista convidada
- American Boychoir - Fast Cats and Mysterious Cows ~ Songs from America, James Litton, Malcolm Bruno, Christine King (1999)
- Marc-Antoine Charpentier - Divertissements, Airs et Concerts, William Christie, Les Arts Florissants, (1999)
- Futuristiq, Demain c'est maintenant (2001)
- Ophélie Gaillard - Cuvée 2000 (2001)
- George Frideric Handel - Arcadian Duets, Emmanuelle Haïm, Le Concert d'Astrée, (2002)
- Florent Pagny - Baryton (2004) (Freddie Mercury/Montserrat Caballé cover)
- Marc-Antoine Charpentier - Les Plaisirs de Versailles, Christie, (2005)

## Filmografia
- Dialogues des Carmélites (1999),  Soeur Constance
- Orphée et Eurydice (2000), Amour
- Die Entführung aus dem Serail (2003), Blonde
- Les Indes galantes (2004), Zima
- French Touch: Recital à La Salle Gaveau (2005)